# Zhuge Dan
Zhuge Dan (mort el 258 EC), nom estilitzat Gongxiu (公休), va ser un general militar de Cao Wei durant el període dels Tres Regnes de la història xinesa.
Durant la seva carrera militar, es va involucrar en totes les Tres Revoltes a Shouchun, les quals buscaven expulsar del poder al govern de facto de Cao Wei, el clan Sima. Durant la segona revolta del 255, ell va ajudar activament a Sima Shi en destruir a Guanqiu Jian i els seus revoltats; això no obstant, en la tercera revolta, va ser l'intèrpret principal en l'escenari, i va iniciar una revolta encara major, exactament per les mateixes raons que havia tingut en el seu moment Guanqiu.

## Biografia

### Inicis i carrera
Zhuge va nàixer al Comtat de Yangdu, Comandància Langya (en l'actualitat Comtat de Yinan, Shandong). Com descendent directe del Comandant d'Entrada Zhuge Feng, Zhuge Dan va ser educat, i es va convertir en un empleat de l'Oficina del Secretariat Imperial. Encara que la seva posició no era gaire alta, va mantenir una relació íntima amb moltes celebritats de Cao Wei, els seus millors amics eren Xiahou Xuan i Deng Yang (鄧颺). Va ascendir de posicions sense problemes fins que va esdevenir Secretari Ajudant del Secretariat Imperial (o Subsecretari) (御史中丞尚书, un funcionari d'alt nivell que ajudava directament el Secretariat Imperial). Açò va ser el zenit de la seva carrera com a funcionari civil, i juntament amb els seus amics, va gaudir de gran elogis durant eixe temps. Mentre hi va ser al càrrec, li feia favors a qualsevol que anés a visitar-li per obtenir una posició, i per això era estimat pels seus homes, però per la mateixa raó va començar a guanyar-se el ressentiment de l'emperador. D'altra banda, la raó perquè la seva facció rebés tan bona fama es va deure a la propaganda dels seus afiliats en lloc de als seus assoliments consolidats
, així que van ser finalment destituïts per l'emperador Cao Rui, que va llevar del seu càrrec a Zhuge com a càstig.

### Incident de Wang Ling
Després de la mort de Cao Rui, Xiahou va reintegrar a Zhuge com a Secretari Ajudant del Secretariat Imperial, i el va concedir el títol de general abans de promoure al lloc de Governador de la Província de Yang. En eixe moment, Cao Shuang i els seus afiliats, inclosos Xiahou i Deng, representaven la facció dominant que controlava la cort de Cao Wei. Això no obstant, la situació es va revertir després de l'Incident a les Tombes Gaoping, durant el qual l'enemic polític dels Cao, Sima Yi, va anihilar a tot el clan de Cao Shuang, col·laboradors propers com Deng i diversos amics de Zhuge van ser condemnats a mort, i Xiahou Xuan va ser reemplaçat per Guo Huai. Enfront de la inestabilitat política, molta de la noblesa influent del moment va vacil·lar en la seva convicció sobre que Cao Wei seguira tenint un membre del clan Cao al tron.
Wang Ling, el gran comandant que mantenia l'autoritat per mobilitzar les tropes al voltant de la Província de Yang, va sospitar que Sima havia controlat la cort i en realitat era qui estava exercint el poder de l'estat. La seva convicció es va veure reforçada quan Sima va manar un enviat a anunciar-li a Wang el seu ascens a Gran Comandant (太尉), el qual era un càrrec que no tenia comandament directe de la força armada. Per tant, va contactar en secret amb el seu nebot Linghu Yu, que es té constància que era un funcionari civil amb talent, per planejar el derrocament de Sima Yi. Linghu va començar a actuar com l'estrateg de Wang, i li va contar al seu oncle que el Príncep de Chu, Cao Biao, era un home savi i coratjós, suggerint-li a Wang de reemplaçar el jove emperador per Cao Biao. Wang llavors va començar la preparació d'un colp d'Estat; això no obstant, Linghu va transir d'una malaltia durant el procés, i Wang no va poder aconseguir molt de suport. Les seves intencions foren més tard comunicades a Sima per un traïdor, en resposta, Sima li va concedir a Zhuge l'autoritat del personal, i també li va concedir el títol de General que Pacifica l'Est perquè l'ajudés en la seva operació en contra de Wang. L'exèrcit de l'expedició va avançar amb rapidesa i va pressionar Wang a una distància d'uns 100 passos, i aquest últim es va rendir sense lluitar. Tot i que Wang en realitat no va arribar a començar cap revolta, aquest incident és considerat com la primera revolta de Shouchun.

### Batalla de Dongxing
Després que el clan Wang al complet va ser passat per les armes, Zhuge es va convertir en el nou comandant de districte de la Província de Yang, i va ser fet marquès. No gaire temps després del decés de Wang, Sima Yi també va faltar, i va ser succeït pel seu fill major, Sima Shi, que va continuar controlant la cort. En el 252, Sima va concebre la idea d'una ofensiva per tres fronts en contra de Wu Oriental. Un dels punts d'atac era Dongxing, que havia sigut encarregat a Zhuge i al seu poderós exèrcit de 70.000 homes. En arribar, Zhuge va prendre ràpidament el control de la presa de Dongxing (東興隄, avui en dia Chaohu, Anhui), la qual havia estat destruïda en el 241, sent no obstant reconstruïda poc després pel regent de Wu Oriental, Zhuge Ke, per a crear un dipòsit a prop del llac Chaohu, amb el doble propòsit d'utilitzar-la com una defensa contra possibles atacs de Cao Wei, i amb dos castells construïts a prop, com a mecanisme d'atac cap endavant pels vaixells de Wu Oriental. Hi havia només 1.000 defensors per a cada castell, així que Zhuge Ke immediatament va prendre 40.000 homes amb ell com a reforç. En eixos moment, Zhuge Ke hi era a prop del camp de batalla; i Zhuge Dan ja havia començat el setge als castells, estacionat les seves tropes a la presa, i establert els campaments per sota d'aquesta. Tot i tenir avantatges geogràfics i numèrics, Zhuge Dan es va veure superat per l'avantguarda de Wu, formada per Liu Zan i Ding Feng, quan aquesta va adoptar-hi una estratègia inusual; al carregar amb imprudència temerària cap a ell amb només 3.000 homes.
Després de la seva vergonyosa derrota, Zhuge Dan va ser degradat a General que Pacifica el Sud, i Guanqiu Jian el va reemplaçar com a Governador i Comandant del districte de la Província de Yang.

## Família
- Avantpassat: Zhuge Feng (諸葛豐), va servir com a Coronel de Sili durant la Dinastia Han Occidental

- Cosins:
  - Zhuge Jin, va servir a Wu Oriental
  - Zhuge Liang, va servir a Shu Han
  - Zhuge Jun (諸葛均), va servir a Shu Han

- Fills:
  - Zhuge Jing (諸葛靚), va servir a Cao Wei, enviat a Wu Oriental com a rehena durant la revolta de Zhuge Dan
  - Filla, nom personal desconegut, casada amb Sima Zhou
  - Filla, nom personal desconegut, casada amb el fill de Wang Ling, Wang Guang (王廣), que va ser ajusticiat juntament amb la resta de la família Wang quan Wang Ling es va revoltar

- Nets:
  - Zhuge Yi (諸葛頤), fill major de Zhuge Jing
  - Zhuge Hui (諸葛恢), segon fill de Zhuge Jing, va servir com a Secretari Imperial durant la Dinastia Jin